# ألوهية

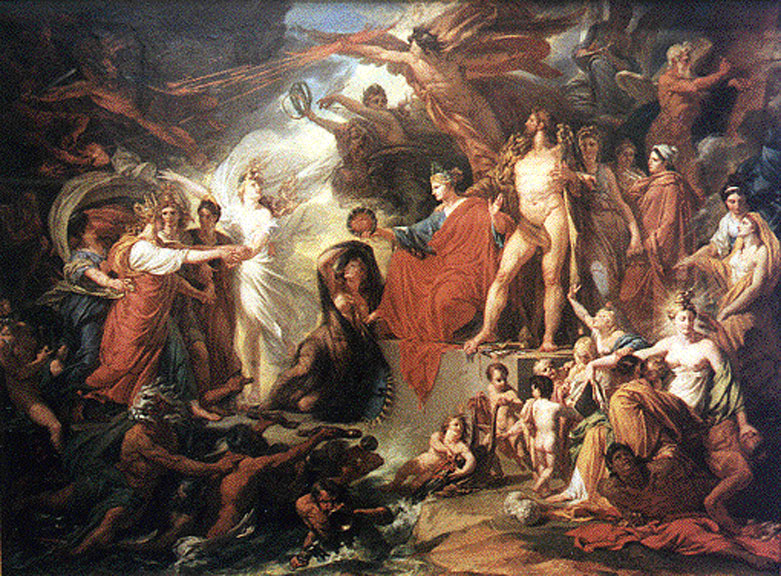

الأُلوهية (بالإنجليزية: Theism)‏ في المفهوم العام هو الإيمان بأن هناك إله واحد على الأقل. وفي المفهوم الأكثر دقة، تشير الألوهية إلى العقيدة الخاصة التي تفيد بأن هناك علاقة بين الطبيعة الإلهية وعلاقته بالكون الطبيعي. كما أن الألوهية، المذكورة في التعريف الدقيق، تؤمن بالإله الشخصي وأنه يقوم بتحكيم وتنظيم العالم والكون. إن استعمال كلمة ألوهية للإشارة إلى العقيدة الخاصة بالتوحيدية monotheism نشأت في أحداث الثورة العلمية في القرن السابع عشر لمناقضة الفكر الربوبي التي تقول بأن الإله — على الرغم من قدرته وعلوه— لا يتدخل في أمور العالم الطبيعي ويمكن معرفته بالطرق العقلانية لكن ليس بطريق الوحي.
إن نفي، أو رفض، أو عدم الإيمان بالألوهية ستكون إما إلحاد أو لاأدرية.